# 아르투로 토스카니니
아르투로 토스카니니(이탈리아어: Arturo Toscanini, 1867년 3월 25일 ~ 1957년 1월 16일)는 이탈리아의 지휘자, 첼리스트, 작곡가이다. 20세기 최고의 클래식 음악 지휘자로 평가받고 있다.

## 이력
1886년 브라질 리우데자네이루에서 19세 나이로 첼리스트 첫 데뷔하여 이탈리아 청년 고전 음악가의 위용을 뽐낸 그는 이후 1898년 이탈리아 밀라노 스칼라 음악극장 수석 지휘자, 1908년 뉴욕 메트로폴리탄 가극장의 지휘자, 1926년 뉴욕 관현악단의 상임 지휘자를 거쳐, 1937년 NBC 교향악단의 지휘자가 되었다. 20세기 전반을 대표하는 세계적인 지휘자이다. 심한 근시안인 그는 악보 전부를 정확하게 암기하기도 하였다. 명쾌한 리듬과 강렬한 음량 증감법을 효과적으로 사용하여, 현대적인 연주 양식을 확립시켰다.
독일의 푸르트뱅글러와 함께 지휘자의 최고봉으로 꼽히는 그는 극히 정확한 템포와 치밀한 합주, 박력있고 신선한 연주로 칸텔리와 헤르베르트 폰 카라얀, 리카르도 무티, 클라우디오 아바도, 카를로 마리아 줄리니 등 후대 지휘자들의 해석에 크나큰 영향을 끼쳤다.

## 생애
이탈리아 파르마에서 태어나, 9살 때 파르마 왕립음악원에서 첼로와 작곡을 공부하고, 1885년 순회 가극단의 첼로 연주자가 되었다. 오페라단 첼리스트로 커리어를 시작하였는데, 1886년 리우데자네이루 가극장의 첼로 연주자였을 때, 《아이다》를 대신 지휘하여 지휘자의 대타로 잠시 지휘봉을 잡았던 것이 계기가 되어 지휘자가 되었다. 토리노 오페라 극장, 파르마 오페라 극장 등을 거쳐 30대의 나이로 세계 최고의 오페라 극장 '밀라노 라 스칼라'의 음악 감독으로 취임하였다.
이 극장에 있으면서 토스카니니는 당시까지 전해오던 음악회의 악습과 페단을 모두 철폐하는 개혁을 하는 한편, 공연의 질을 높이고 신인 가수들을 발굴하는 일에도 열성을 쏟았다. 특히 작곡가 푸치니와의 오랜 친구 사이로 《투란도트》를 비롯한 그의 많은 걸작들을 초연한다.
'뉴욕 메트로폴리탄 오페라'의 음악감독으로도 있으면서 엔리코 카루소, 안토니오 스코티, 넬리 멜바 등 당대 최고의 가수들과 공연을 하였으며, 1930년대에 들어서는 파쇼정권이 이탈리아에 들어서며 토스카니니는 무솔리니와 대립하게 된다.
공연을 보러 온 베니토 무솔리니가 토스카니니에게 파시스트 찬가를 요청하자 그 자리에서 뛰쳐나가 결국 무솔리니가 고집을 꺾었다는 일화도 있다.
파쇼로부터의 박해를 견디지 못하고 결국 미국으로 망명한 그는 미국인들의 열렬한 환영을 받았다. 특히 NBC는 1937년에 그를 위해 각 악기들의 비르투오소들만 모인 올스타 오케스트라 'NBC 심포니 오케스트라'를 조직하여 일반 연주회는 물론, 라디오와 TV를 통한 폭넓은 방송공연까지도 하였다. 토스카니니는 NBC 심포니와 정열적인 활동을 펼쳐나가던 중 1954년 여름의 공연에서 가벼운 실신을 일으키고 은퇴하였다. 이후 그 해 10월에 레코딩 녹음을 끝낸 후 공식 활동을 그만두었다.
1957년 1월 16일 만 89세로 뉴욕의 자택에서 숨을 거두었다. 임종 직전 그는 의식불명 상태에서 갑자기 허공에 지휘를 하기도 했다 한다.

### 사후
그의 사후 'NBC 심포니 오케스트라'는 1년간 지휘자 없이 그를 추모하는 추모음악회를 하다가 자진 해산하였다.

## 기타
다혈질적인 성격이었다고 한다. 그는 리허설 때 단원들의 연주가 마음에 들지 않으면 지휘봉을 꺾거나 악보를 찢는 등 과격한 성격으로 유명했다. 지휘봉이 쉽게 부러지지 않으면 손수건이나 윗옷을 찢기도 했다. 틀린 음이나 어설픈 음을 발견하면 '노! 노!'라고 불같이 호령을 하여 그의 목소리는 늘 쉬어 있었다 한다. 단원들은 그런 그를 '토스카노노'라는 별명으로 불렀다 한다.
연주 중 화가 나면 시계나 집기를 던지는 일이 있었으므로 토스카니니의 한 팬은 그에게 연습때 차는 시계와 연주때 차는 금시계를 함께 선물하면서 연습용과 연주용이라는 표시를 했다 한다.
베니토 무솔리니가 그에게 파시스트 찬가를 작곡해달라고 부탁하자 공연하다 말고 중간에 공연장 밖으로 뛰쳐나갔는데 이런 토스카니니를 말리려고 사람들이 진땀을 흘렸다.

## 명언
1926년에 베토벤의 교향곡 3번 '영웅'을 연습하면서 "어떤 사람은 이 곡이 나폴레옹을 가리킨다고 하고 어떤 사람은 히틀러, 또 어떤 사람은 무솔리니를 연상한다고 하는데, 내게 있어 이 곡은 단지 '알레그로 콘브리오'일 뿐이다"라는 명언을 남겼다. 오로지 악보에만 충실할 뿐 그 밖의 낭만적 해석은 사양하겠다는 그의 음악 철학이 잘 드러난 말이다.

## 같이 보기
- 빌헬름 푸르트벵글러
- 오토 클렘페러
- 브루노 발터
- 에리히 클라이버
- 리하르트 슈트라우스